# 紫花橐吾
紫花橐吾（学名：Ligularia dux）是菊科橐吾属的植物。分布在印度以及中国大陆的西藏等地，生长于海拔3,200米至3,850米的地区，多生长在草丛或林下，目前尚未由人工引种栽培。

## 异名
- Ligularia dux (C. B. Clarke) Ling var. minima S. W. Liu
- Ligularia tenuicaulis Chang var. purpuracea S. W. Liu